# Håkan Serner
John Gunnar Håkan Serner, född 1 september 1933 i Sankt Petri församling i Malmö, död 25 oktober 1984 i Sankt Matteus församling i Stockholm, var en svensk skådespelare.

## Biografi
Serner var son till lektorn Arvid Serner (1890–1940) och apotekaren Karin, född Platon (1897–1974). Han var brorson till Frank Heller, bror till Uncas Serner och farbror till dennes dotter Anna Serner. Från det han var sex år bodde familjen i Stockholm.
Efter studentexamen gick han på Gösta Terserus teaterskola 1952–1953 och var därefter verksam vid Marsyasteatern, Teatern i Gamla Stan och Stockholms skolbarnsteater, innan han anställdes vid Stockholms stadsteater vid dess start år 1960. Denna var han engagerad vid under resten av sitt liv, med uppehåll för åren 1967–1968 då han var anställd vid Norrbottensteatern i Luleå. 1965 tilldelades han Teaterförbundets Vilhelm Moberg-stipendium.
Serner medverkade också i en lång rad filmer och TV-serier. Han gjorde flera TV-uppläsningar av barnböcker, bland annat Nalle Puh och Det susar i säven samt var berättare i TV-serien Huset Silfvercronas gåta. Han medverkade även i den svenska versionen av radioföljetongen Dickie Dick Dickens. 1977 tilldelades han en Guldbagge för "två märkliga porträtt" i Bo Widerbergs Mannen på taket (1976) och Jan Troells Bang! (1977).
Serner kom ofta att spela lite udda figurer med en spelstil, som var eftertänksam och stillsamt humoristisk och med ett drag av vemod. Efter hans bortgång skrev Lars Linder i Dagens Nyheter att han hade "en förmåga att fälla komiska repliker som om de härrörde ur ett bottenlöst allvar" och att "det fanns en tyngd, en sorgsenhet i hans blick som gick som ett stråk genom allt han gjorde på scenen" (1984-10-27). Ett exempel på detta är hans tolkning av den fattige och trångbodde skomakaren (Hampus farbror) i Den vita stenen.
Serner var gift första gången 1956–1961 med Gunilla Rönnow, andra gången 1962–1965 med Anneli Helenius (född 1942) från Finland och tredje gången från 1969 med Annette Gjörup (1935–2001) från Danmark, dotter till prokurist Jens Bøgelund och Gudrun Bøgelund. Han hade i första äktenskapet två söner och i tredje äktenskapet en son. Operasångerskan Malin Gjörup var dotter till hans tredje hustru.
Håkan Serner begick självmord 1984 efter en tids depression. Han är begravd på Djursholms begravningsplats i Danderyds kommun.

## Filmografi i urval
- 1953 – Marianne
- 1953 – Fartfeber
- 1958 – Bock i örtagård
- 1958 – Den store amatören
- 1958 – Lek på regnbågen
- 1958 – Jazzgossen
- 1959 – Fridolfs farliga ålder
- 1959 – Raggare!
- 1964 – Henrik IV
- 1965 – Calle P
- 1966 – Hemsöborna (TV-serie)
- 1967 – Puss & kram
- 1968 – Bombi Bitt och jag (TV-serie)
- 1968 – Het snö
- 1969 – Som natt och dag
- 1969 – Mej och dej
- 1969 – Kameleonterna
- 1970 – Pippi Långstrump på de sju haven
- 1970 – Rullgardinen
- 1970 – Ministern
- 1971 – Änkeman Jarl
- 1971 – Äppelkriget
- 1971 – Niklas och Figuren
- 1973 – Affären Enbom (TV-serie)
- 1973 – Den vita stenen (TV-serie)
- 1973 – Förlorarna
- 1973 – Mumindalen (TV-serie)
- 1974 – Huset Silfvercronas gåta (TV-serie)
- 1974 – Lilla Anna och Långa Farbrorn (TV-serie)
- 1974 – Kvarteret Oron (TV-serie)
- 1974 – Gustav III
- 1974 – Engeln (TV-serie)
- 1974 – Dunderklumpen!
- 1975 – Ungkarlshotellet
- 1975 – Tjocka släkten (TV-serie)
- 1975 – Stumpen
- 1975 – Loranga, Masarin och Dartanjang (TV-serie)
- 1976 – Hallo Baby
- 1976 – Fönstret
- 1976 – Mannen på taket
- 1977 – Bang!
- 1978 – Bevisbördan (TV-serie)
- 1979 – Trolltider (TV-serie)
- 1980 – Flygnivå 450
- 1981 – Babels hus (TV-serie)
- 1981 – Antigone
- 1981 – Snacka går ju...
- 1981 – Rasmus på luffen
- 1983 – Distrikt 5 (TV-serie)
- 1984 – Sömnen
- 1984 – Mannen från Mallorca
- 1985 – Mannen som tänkte med hatten
- 1986 – Skuggan av Henry (TV-serie)

## Teater

### Roller (ej komplett)
| År   | Roll                        | Produktion                                                                                               | Regi                                                   | Teater                                  |
| ---- | --------------------------- | --- | ------------------------------------------------------ | --------------------------------------- |
| 1953 | Ross                        | Macbeth William Shakespeare                                                                              | Arne Forsberg                                          | Teatern i Gamla stan                    |
| 1955 | Den döde soldaten           | För vindens skull (Une fille pour du vent) André Obey                                                    | Andris Blekte                                          | Marsyasteatern                          |
| 1956 | Marlborough                 | När Marlborough i krig skulle draga... (Marlbrough s'en va-t-en guerre) Marcel Achard                    |                                                        | Marsyasteatern                          |
| 1956 | Hovrådet Padkaljosin        | Frieriet (Женитьба, Zhenitba) Nikolaj Gogol                                                              | Andris Blekte                                          | Marsyasteatern                          |
| 1957 | Betjänten Clov              | Spelets slut (Fin de partie) Samuel Beckett                                                              | Andris Blekte                                          | Marsyasteatern                          |
| 1959 | Musikanten Diversehandlaren | Tyst i huset, eller Trasslet som blev värre Per Edström                                                  | Per Edström                                            | Dramaten                                |
| 1959 | Mäster Dima Licasi          | Krukan (La giara) Luigi Pirandello                                                                       | Nils Olsén                                             | Dramaten                                |
| 1959 | Hjälten                     | Vår tids hjälte Beppe Wolgers                                                                            | Claes von Rettig                                       | Munkbroteatern                          |
| 1961 | Herr Mullvad                | Herr Paddas bravader (Toad of Toad Hall) Kenneth Grahame                                                 | Jan Hemmel                                             | Skolbarnsteatern                        |
| 1961 | Narren                      | Othello William Shakespeare                                                                              | Birgit Cullberg                                        | Stockholms stadsteater                  |
| 1961 | Trofimov, student           | Körsbärsträdgården (Вишнёвый сад, Visjnjovyj sad) Anton Tjechov                                          | Bengt Ekerot                                           | Stockholms stadsteater                  |
| 1963 | Kung Erik Eriksson m. fl.   | Lax, lax, lerbak Alf Henrikson                                                                           | Carl Johan Ström                                       | Stockholms stadsteater                  |
| 1964 | Läkaren Ljushuvet           | Han hade två pistoler med svarta och vita ögon (Aveva due pistole con gli occhi bianchi e neri) Dario Fo | Hans Dahlin                                            | Stockholms stadsteater                  |
| 1964 | Flöjtspelare Mannen         | Skärmarna (Les Paravents) Jean Genet                                                                     | Per Verner-Carlsson                                    | Stockholms stadsteater                  |
| 1965 | Medverkande                 | O Sandro Key-Åberg                                                                                       | Claes von Rettig                                       | Stockholms stadsteater på Lilla Teatern |
| 1966 | Vatelin                     | Fruar på vift (Le dindon) Georges Feydeau                                                                | Etienne Glaser                                         | Stockholms stadsteater                  |
| 1966 | Prosten                     | Nya Wermländingarne Sandro Key-Åberg                                                                     | Christian Lund                                         | Stockholms stadsteater                  |
| 1971 | Kungen                      | De vilda svanarna (De vilde Svaner) H.C. Andersen                                                        | Fred Hjelm                                             | Stockholms stadsteater                  |
| 1972 | Gustav                      | Tillståndet Kent Andersson och Bengt Bratt                                                               | Fred Hjelm                                             | Stockholms stadsteater                  |
| 1973 | Narren                      | Kung Lear (King Lear) William Shakespeare                                                                | Kalle Holmberg                                         | Stockholms stadsteater                  |
| 1973 | Oskar                       | An der schönen blauen Donau (Geschichten aus dem Wienerwald) Ödön von Horvath                            | Jan Håkanson                                           | Stockholms stadsteater                  |
| 1973 | Kapten Lennart              | Gösta Berlings saga Selma Lagerlöf                                                                       | Johan Bergenstråhle Marie-Louise De Geer Bergenstråhle | Stockholms stadsteater                  |
| 1974 | Jerker                      | Jösses flickor, befrielsen är nära Suzanne Osten och Margareta Garpe                                     | Suzanne Osten                                          | Stockholms stadsteater                  |
| 1975 | M. Ballon Knappstöparen     | Peer Gynt, del II Henrik Ibsen                                                                           | Fred Hjelm                                             | Stockholms stadsteater                  |
| 1975 | Herr von Hancken            | Herr von Hancken Agneta Pleijel                                                                          | Johan Bergenstråhle                                    | Stockholms stadsteater                  |
| 1976 | Anselme                     | Den girige (L'Avare ou l'École du mensonge) Molière                                                      | Yves Bureau                                            | Stockholms stadsteater                  |
| 1977 | Fänrik Freidrich Krach      | Slaget vid Lobositz (Die Schlacht bei Lobositz) Peter Hacks                                              | Friedo Solter                                          | Stockholms stadsteater                  |
| 1979 | Nikolaj, läkare             | Platonov (Платонов) Anton Tjechov                                                                        | Otomar Krejča                                          | Stockholms stadsteater                  |
| 1982 | Porfirij Petrovitj          | Brott och straff (Преступление и наказание, Prestuplenije i nakazanije) Fjodor Dostojevskij              | Jan Håkanson                                           | Stockholms stadsteater                  |
| 1984 | En jägare Grumio            | Så tuktas en argbigga (The Taming of the Shrew) William Shakespeare                                      | Marianne Rolf                                          | Stockholms stadsteater                  |

## Radioteater
- Bilbo - En Hobbits äventyr (radioteater, 1970) som hobbiten Bilbo